# 菲律宾仙鼬鳚
菲律宾仙鼬鳚（学名：Sirembo philippinus）为蛇鳚科仙鼬鳚属的鱼类，俗名带纹仙鼬。分布于仅菲律宾马尼拉湾水深23.8-32.3米海区以及海南岛西侧儋县白马井及昌感县约水深40-60米海区等，属于西北太平洋水深23.8-60米海区的底层稍小型鱼类。该物种的模式产地在马尼拉。